# Euryolpium granulosum
Espèce
Synonymes
- Xenolpium granulosum Hoff, 1947
- Xenolpium robustum Beier, 1948

Euryolpium granulosum est une espèce de pseudoscorpions de la famille des Olpiidae.

## Distribution
Cette espèce est endémique d'Australie-Occidentale.

## Description
La femelle holotype mesure 4,65 mm.

## Systématique et taxinomie
Cette espèce a été décrite sous le protonyme Xenolpium granulosum par Hoff en 1947. Elle est placée dans le genre Euryolpium par Beier en 1966 qui dans le même temps place Xenolpium robustum en synonymie.

## Publication originale
- Hoff, 1947 : New species of diplosphyronid pseudoscorpions from Australia. Psyche, vol. 54, p. 36-56 (texte intégral).